# 1984 في سوريا
فيما يلي قوائم الأحداث التي وقعت خلال عام 1984 في سوريا.

## أفلام
من الأفلام التي صدرت هذه السنة في سوريا:
- 1 يناير – أحلام المدينة من إخراج محمد ملص.
- 1 يناير – الحدود من إخراج دريد لحام.

## مواليد

### يناير
- 1 يناير – توفيق طيارة لاعب كرة قدم سوري.
- 1 يناير – رشا عباس كاتبة سورية.
- 31 يناير – باسل شحادة مخرج أفلام سوري.

### مارس
- 1 مارس – سنحاريب ملكي لاعب كرة قدم سوري.
- 3 مارس – عبد الرحمن عكاري لاعب كرة قدم سوري.

### أبريل
- 23 أبريل – عدنان الحافظ لاعب كرة قدم سوري.

### مايو
- 8 مايو – عاطف جنيات لاعب كرة قدم سوري.

### يونيو
- 9 يونيو – محمد الحموي لاعب كرة قدم سوري.

### أغسطس
- 1 أغسطس – محمد فتيان ملحن سوري.

### أكتوبر
- 10 أكتوبر – عهد جغيلي

## وفيات

### يناير
- 1 يناير – منيف الرزاز (مواليد 1919) سياسي عراقي.